# كرد محمد باشا
كرد محمد باشا ‏ ( - العقد 1600 ) سياسي عثماني شغل منصب والي مصر منذ 1594 حتى 1596.